# Сражение при Севаре
Сражение при Севаре — сражение, состоявшееся 7 (19) августа 1809 между русскими войсками генерала Н. М. Каменского и шведскими войсками генерала Вахтмейстера вблизи деревни Севар на территории Швеции.

## Предыстория
10 (22) марта 1809 года русские войска взяли ключевой шведский город Умео. Последовавшее перемирие остановило боевые действия. В июле шведы потерпели поражение при Хёрнефорсе. В начале августа шведы разработали план разгрома русских на севере. Генерал Вахтмейстер, с 8-ми тысячным десантом, высадился у деревни Ратан в тылу у русских войск, в то время как генерал Вреде наступал на русских с фронта.
Стремясь избежать одновременного удара с двух сторон, генерал Каменский принял решение нанести первый удар по шведскому десанту Вахмейстера. Выдвинувшись с главными силами навстречу десанту, Каменский оставил прикрытие против Вреде под командованием генерала Эриксона на реке Эре. Эриксон должен был имитировать атаки против шведов, после чего отступить к Умео, сжигая за собой мосты.
В это время Каменский выдвинул вперёд отряд генерала Сабанеева, который должен был прийти на помощь малочисленному отряду Фролова. 5 августа шведы закончили высадку в Ратане и атаковали всеми силами Фролова, который начал отступать, соединившись наконец с отрядом Сабанеева. Вахтмейстер не воспользовался численным преимуществом и не продолжил атаку, а после того как узнал о подходе Каменского, остановился у невыгодной с оборонительной точки зрения позиции вблизи Севара. Каменский соединился с Сабанеевым и Фроловым у Тефтео. В это время шведы генерала Вреде вели себя крайне пассивно, не преследуя русских до Умео.

## Сражение
7 августа русские перешли в наступление против Вахтмейстера. Авангард генерала Сабанеева встретил шведские войска в 3-х верстах от Севара. После упорного сражения Сабанеев выбил шведов с занимаемых ими высот. Вахтмейстер направил 2 батальона для удара во фланг русским, но те столкнувшись с 23-м егерском полком отступили. В это время русские подняли на захваченные высоты 8 орудий. Шведы атаковали артиллерийскую позицию русских и уже начали обходить её с флангов, но в это время по ним ударил находившийся в резерве батальон Азовского полка. Штыковая атака русских отбросила шведов, после чего русская артиллерия начала вести сильный огонь.
В это время русские переправились через залив и ударили в левый фланг шведов. Вахтмейстер направил против русских 3 батальона, в том числе гвардейские. Для поддержки этого отряда Каменский направил Ревельский и Севский с целью нанести удар по флангам шведов. Шведы отступили, сломав за собой мост.
Успех русским в сражении принесли действия штабс-капитана Шрейдера. Обнаружив значительную брешь между позициями шведов он устремился в неё с 6-ю ротами. Перейдя реку вброд, русские ударили в тыл шведам. Вахтмейстер, видя повсеместное наступление русских, начал отступление к Ратану. Шведы оборонявшие берег у разрушенного моста оказались отрезанными и обратившись в бегство, массово попадали в плен.
Русские заняли шведскую позицию, в преследование отступающих шведов были направлены казаки. Вахтмейстер отступил к Ратану под защиту шведского флота. Каменский принял решение окончательно добить Вахтмейстера и двинулся к Ратану где дал ему новое сражение, после чего Вахтмейстер эвакуировался на кораблях.